# Klausdorf (Fehmarn)
Klausdorf ist ein Ortsteil der Stadt Fehmarn auf der gleichnamigen Ostseeinsel.

## Lage
Der Ort mit rund 100 Einwohnern liegt im Osten der Insel, Luftlinie etwa einen Kilometer von der Ostsee sowie drei Kilometer vom Hauptort Burg auf Fehmarn entfernt. Am Klausdorfer Strand gibt es einen Campingplatz mit etwa 450 Stellplätzen.
Die Nahversorgung wird im Ort durch einen Hofladen gesichert, dem ein Café angeschlossen ist. Für den Personennahverkehr gibt es den Bürgerbus, der Klausdorf mit den Nachbarorten verbindet. Durch den Ort führt die 1055 km lange Ostseeküstenroute. Das Schonerwrack und die Seegrasbereiche sind ein beliebtes Tauchgebiet. An der Steilküste wird Brandungsangeln betrieben.